# Jocelyn Glatzer
Jocelyn Glatzer (* im 20. Jahrhundert) ist eine US-amerikanische Filmproduzentin im Bereich des Dokumentarfilms.

## Leben
Glatzer studierte am Hampshire College. Sie ist seit den 1990er Jahren im Bereich der Dokumentation tätig und arbeitet hier insbesondere auf den Gebieten der Distribution, Produktion und Marketing. Sie war hier auch für Maysles Films in New York City tätig. 2003 gab sie ihr Regiedebüt mit The Flute Player. Im Fokus steht Arn Chorn-Pond, der als Musiker in Kambodscha die Massaker durch die Rote Khmer nur knapp überlebte. Hierfür erhielt sie eine Nominierung für den News & Documentary Emmy Award. 2006 wurde die von Glatzer produzierte Dokumentation Irak – Mein fremdes Land (My Country, My Country) veröffentlicht. Hierfür war sie bei der Oscarverleihung 2007 gemeinsam mit Laura Poitras für den Oscar in der Kategorie Bester Dokumentarfilm nominiert. Hinzu kam eine Nominierung für den News & Documentary Emmy Award. Der Film thematisiert die Folgen des Krieges gegen den Terror für den Irak im Rahmen der dortigen ersten freien Wahlen. 2012 folgte der Dokumentarfilm Sun Kissed über Angehörige der Navajo, deren Kinder unter einer sehr seltenen genetischen Störung leiden. Als ausführende Produzentin war sie an Furusato – Wunde Heimat beteiligt, in dem es um das Leben in Fukushima nach der Nuklearkatastrophe geht. Der Film wurde 2016 beim Leipziger Doc Festival ausgezeichnet.
Für ihre Arbeit erhielt sie Unterstützung u. a. durch den Sundance Documentary Fund, dem The New York State Council for the Arts und der Corporation for Public Broadcasting. Mit Over The Moon Productions Inc. betreibt sie eine eigene Produktionsfirma.